# One Way Ticket to Hell... and Back
| Recensione           | Giudizio |
| -------------------- | -------- |
| AllMusic             | [ 3 ]    |
| Alternative Press    | [ 4 ]    |
| Entertainment Weekly | D+       |
| The Guardian         | [ 6 ]    |
| The Observer         | [ 7 ]    |
| Pitchfork Media      | 6.5/10   |
| PopMatters           | [ 9 ]    |
| Rolling Stone        | [ 10 ]   |
| Spin                 | A-       |
| Tiny Mix Tapes       | 0/5      |

One Way Ticket to Hell... and Back è il secondo album in studio del gruppo rock britannico The Darkness. È stato pubblicato il 28 novembre 2005 dalla Atlantic Records, raggiungendo il numero 11 nella classifica degli album del Regno Unito e alla fine raggiungendo il disco di platino nel paese. Tre singoli sono stati pubblicati. Il singolo principale, One Way Ticket, ha raggiunto il numero 8 nella UK Singles Chart, così come il secondo singolo Is It Just Me?.

## Contesto
L'album è stato prodotto da Roy Thomas Baker, noto soprattutto per il suo lavoro con i Queen, una delle maggiori influenze su The Darkness. Il bassista Frankie Poullain ha lasciato la band durante le prime fasi di produzione dell'album, con la maggior parte delle parti di basso dell'album che sono state suonate da Dan Hawkins. Poullain ha affermato che Hazel Eyes è la sua traccia preferita del disco, citando "Sfido chiunque dopo un paio di bevande ad ascoltare Hazel Eyes in piedi e NON ottenere Michael Flatleys". Poullain aveva già familiarità con sei delle dieci canzoni dell'album, suonando Hazel Eyes, Dinner Lady Arms, Seemed Like a Good Idea at the Time e English Country Garden in tour con la band prima della sua partenza. Ha anche co-scritto quattro dei brani presenti nell'album. Il titolo provvisorio per l'album era The Painstaking.

## Il disco
Contiene 10 canzoni, in cui si percepisce una grande maturazione da parte del gruppo, sia dal punto di vista tecnico che compositivo: assoli maggiormente studiati dal punto di vista del suono (in One Way Ticket viene utilizzato per esempio un effetto sitar), numerosissime sovraincisioni nei cori, utilizzo di piano, tastiere e sintetizzatori.
Le canzoni ricoprono un ampio spettro di generi; dance anni ottanta (Girlfriend), hard rock stile Led Zeppelin (One Way Ticket, Is It Just Me?), rock stile Queen (English Country Garden, Seemed Like a Good Idea at the Time), pop (Dinner Lady Arms), country rock (Knockers), heavy metal (Bald) e perfino musica classica (Blind Man).
Un album molto più calmo e colto rispetto al precedente che ha deluso alcuni vecchi fan ma che allo stesso tempo ha portato nuovi sostenitori a The Darkness.

## Critica
Le recensioni per l'album sono state miste. La rivista Q lo ha proclamato il 22° miglior album del 2005. Tuttavia, Planet Sound ha osservato come fosse lo "scherzo sul pene più costoso del mondo", per quanto riguarda il costoso ritardo dell'album e i temi iper-maschili. In un'intervista a The Sun, Dan ha dichiarato che l'album è costato 1 milione di sterline.

## Tracce
Tutti i brani sono stati scritti da Justin Hawkins e Dan Hawkins tranne dove indicato:
1. One Way Ticket – 4:26 (Hawkins, Hawkins, Poullain)
2. Knockers – 2:43 (Hawkins, Hawkins, Poullain)
3. Is It Just Me? – 3:05 (Hawkins, Hawkins, Poullain)
4. Dinner Lady Arms – 3:16
5. Seemed Like a Good Idea at the Time – 3:34 (Hawkins, Hawkins, Poullain)
6. Hazel Eyes – 3:25
7. Bald – 5:31 (Hawkins, Hawkins, Ed Graham)
8. Girlfriend – 2:33
9. English Country Garden – 3:06
10. Blind Man – 3:25

### Dal B-side diOne Way Ticket
1. Wanker – 3:00 (Hawkins, Hawkins)
2. Grief Hammer – 3:12 (Hawkins, Hawkins)

### Dal B-side diIs It Just Me
1. Shake (Like a Lettuce Leaf) – 3:18 (Hawkins, Hawkins)
2. Shit Ghost – 3:10 (Hawkins, Hawkins)

## Formazione
- Justin Hawkins - voce, chitarra, tastiere
- Daniel Hawkins - chitarra
- Ed Graham - batteria
- Richie Edwards - basso

### Musicisti addizionali
- Freddy Gomez - flauto di pan in One Way Ticket
- Stuart Cassells - cornamuse in Hazel Eyes